# Тенгіз (нафтогазове родовище)

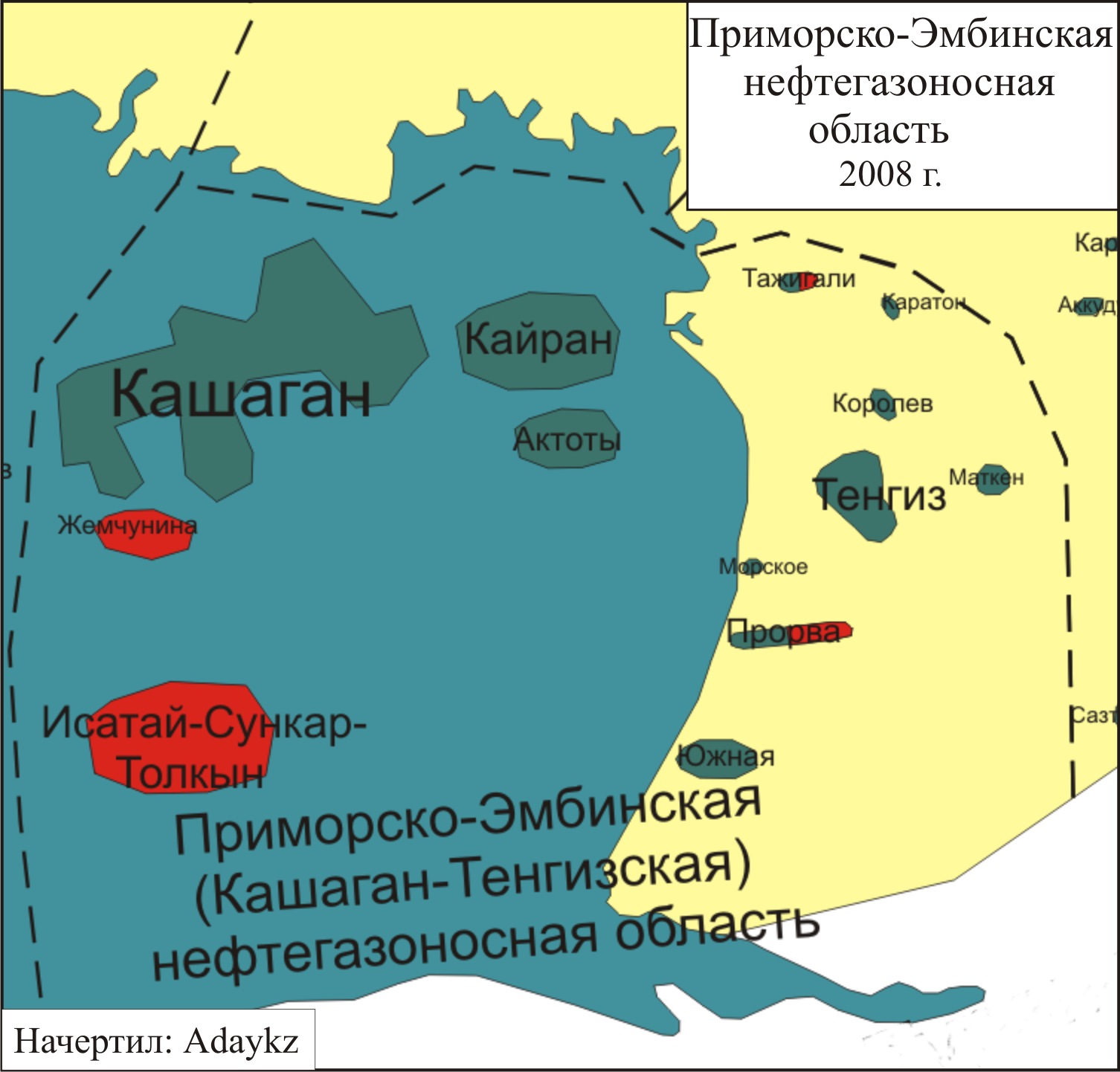

Тенгіз (каз. Теңіз — море) —  нафтогазове родовище в Атирауській області Казахстану, за 350 км на південний схід від м Атирау. Належить до Прикаспійської нафтогазоносної провінції. Має площу 2500 км², а також включає до свого складу менше родовище Корольова. Початково  родовище розмірами 19 км завширшки і 21 км завдовжки було відкрито в 1979.
6 квітня 1991 в експлуатацію було введено нафтогазовий комплекс — Тенгізський нафтогазопереробний завод і промисел, що поклало початок промисловому видобутку на цьому родовищі.
Поблизу родовища є аеропорт місцевих повітряних ліній Тенгіз.

## Характеристика родовища
Поклади вуглеводнів розташовані на глибині 3,8-5,4 км. Родовище масивне, рифогенного походження. Нафтовмісність пов'язана з відкладеннями середньо-нижньокам'яновугільного і девонського віку.
Коефіцієнт нафтонасиченності 0,82. Початковий газовий фактор 487 ме/ме, початковий дебіт нафти 500 м³/добу при 10 мм штуцері. Початковий пластовий тиск 84,24 МПа, температура 105 °С. Щільність нафти 789 кг/м³. Нафта сірчиста 0,7%, парафіниста 3,69%, малосмолиста 1,14%, містить 0,13% асфальтенів.
Видобувні запаси родовища оцінюються від 750 млн до 1 млрд 125 млн тонн нафти. Прогнозований обсяг геологічних запасів становить 3 млрд 133 млн тонн нафти. Запаси попутного газу оцінюються в 1,8 трлн м³.

## Розробка родовищ
У 1993 р Уряд Казахстану заснував ТОО СП «Тенгизшевройл» спільно з компанією «Chevron» для розробки нафтового родовища Тенгіз. На середину 2010-х партнерами є вже чотири компанії: АТ НК «Казмунайгаз»(20%),«Chevron Overseas»(50%),«Exxon Mobil»(25%) й «ЛукАрко»(5%).
Спочатку частка Казахстану складала 50%. Потім 25% були продані Exxon Mobil, а потім ще 5% були продані ЛукАрко. Відповідно, у розпорядженні Казахстану залишилася 20% частка — передана в управління Казмунайгазу.
Тенгіз займає 2 місце за запасами нафти в Казахстані (після Кашаганського родовища).
Видобуток нафти на Тенгізі в 2010 склала 26 млн тонн.
Промисел забезпечує електроенергією власна електростанція (ТЕС Тенгіз).

## Транспортування продукції
З пуском в 2001 Каспійського трубопровідного консорціуму вся нафта Тенгіза пішла в Новоросійськ, з цього моменту з'явилася перша казахстанська марка нафти Tengiz. З листопада 2008 року Казахстан вперше почав експорт казахстанської нафти через нафтопровід Баку-Тбілісі-Джейхан, а також після серпня 2008 відновив відправлення невеликих обсягів нафти залізницею Баку-Батумі.  
Товарний газ видають по турбопроводу Тенгіз – Кульсари.  
Вивіз пропану може здійснюватись залізничним транспортом, при цьому з 2022 року великим споживачем цього продукту є установка дегідрогенізації пропану Карабатан.  

## Аварія 1985-1986 років
23 червня 1985 на свердловині № 37 з глибини понад 4 кілометри стався викид нафти і газу в атмосферу. Палаючий стовп здійнявся на висоту 200 метрів. Роботи з глушіння гігантської пожежі тривали понад рік і завершилися тільки в липні 1986 року. Було випробувано безліч способів погасити полум'я, свердловину вдалося заглушити за допомогою направленого вибуху зсередини
В атмосферу було викинуто 3,4 млн тонн нафти, 1,7 млрд кубометрів газу (у тому числі 516 тис. сірководню), 900 тис. тонн сажі. Радіус негативного впливу аварії досягав 400 кілометрів.

## Дивись також
- Кашаган
- Казахстансько-китайський нафтогін
- Нафтогазоносні басейни Казахстану